# Sisak
Sisak (węg. Sziszek, niem. Sissek, łac. Siscia) – miasto w Chorwacji, stolica żupanii sisacko-moslawińskiej, siedziba miasta Sisak. W 2011 roku liczył 33 322 mieszkańców.
Leży przy ujściu rzeki Kupy do Sawy, 47 km na południowy wschód od Zagrzebia.

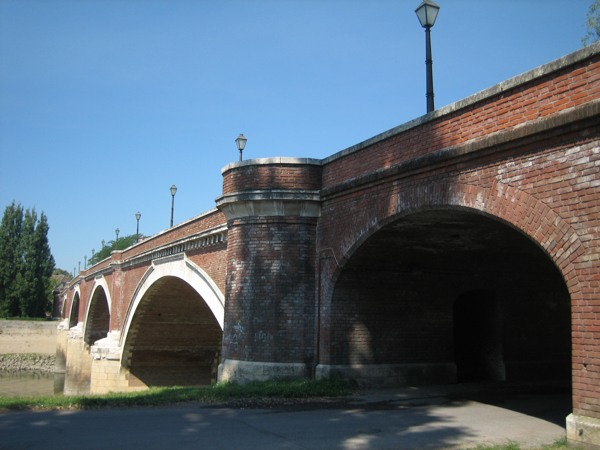
Stari most na rzece Kupa

W mieście rozwinął się przemysł chemiczny, odzieżowy, cementowy oraz hutniczy.

## Historia
Początki osadnictwa miejskiego na tym terenie sięgają 500 r. p.n.e.
W czasach Dioklecjana, kiedy miasto było znane jako Siscia, torturowano tam i zgładzono chrześcijańskiego męczennika świętego Kwiryna, topiąc go w rzece z przywiązanym do szyi młyńskim kamieniem.
We wczesnym średniowieczu Sisak był stolicą słowiańskiego państwa Chorwacji Posawskiej.
Szesnastowieczna twierdza znana jest ze zwycięstwa połączonych armii Chorwacji i Monarchii Austro-Węgierskiej nad Turkami w 1593 roku. Było to pierwsze znaczące zwycięstwo nad dotąd niepokonanymi Turkami na terenie Europy.
Podczas II wojny światowej znajdował się tu obóz koncentracyjny należący do kompleksu obozowego Jasenovac. Przetrzymywano w nim serbskie, żydowskie i romskie dzieci, z których około 1150-2000 zamordowano.

## Zabytki
- twierdza z XVI wieku
- kamienny stary most
- Katedra Podwyższenia Krzyża Świętego

## Miasta partnerskie
- Gabrowo, Bułgaria
- Heidenheim an der Brenz, Niemcy
- Igława (Jihlava), Czechy
- Leszno, Polska
- Remchingen, Niemcy
- Szombathely, Węgry